# Menozziola serialis
Menozziola serialis är en tvåvingeart som beskrevs av Schmitz 1938. Menozziola serialis ingår i släktet Menozziola och familjen puckelflugor.
Artens utbredningsområde är Portugal. Inga underarter finns listade i Catalogue of Life.